# Bundespolizeidirektion
Die Bundespolizeidirektion ist eine Organisationseinheit der Generaldirektion für die öffentliche Sicherheit im Bundesministerium für Inneres.

## Schaffung der Bundespolizeidirektion
Im November 2021 wurde vom BMI bekanntgegeben, dass im Zuge einer größeren Reform der Zentralstelle des Innenministeriums, eine weitere Gruppe in der Generaldirektion für die öffentliche Sicherheit mit der Bezeichnung Bundespolizeidirektion eingerichtet werden soll. Diese sei aber nicht als neue Führungsebene über den Landespolizeidirektionen geplant, sondern als Ansprechstelle für diese im BMI bzw. soll als deren Dachorganisationseinheit fungieren.
Die Reorganisation der Zentralleitung des Bundesministeriums für Inneres wurde mit 1. Juli 2022 umgesetzt, als Bundespolizeidirektor wurde Anfang Juni 2022 Michael Takàcs präsentiert.

## Bundespolizeidirektion als frühere Sicherheitsbehörde (bis 2012)

Ehemaliges Logo der Bundespolizeidirektion

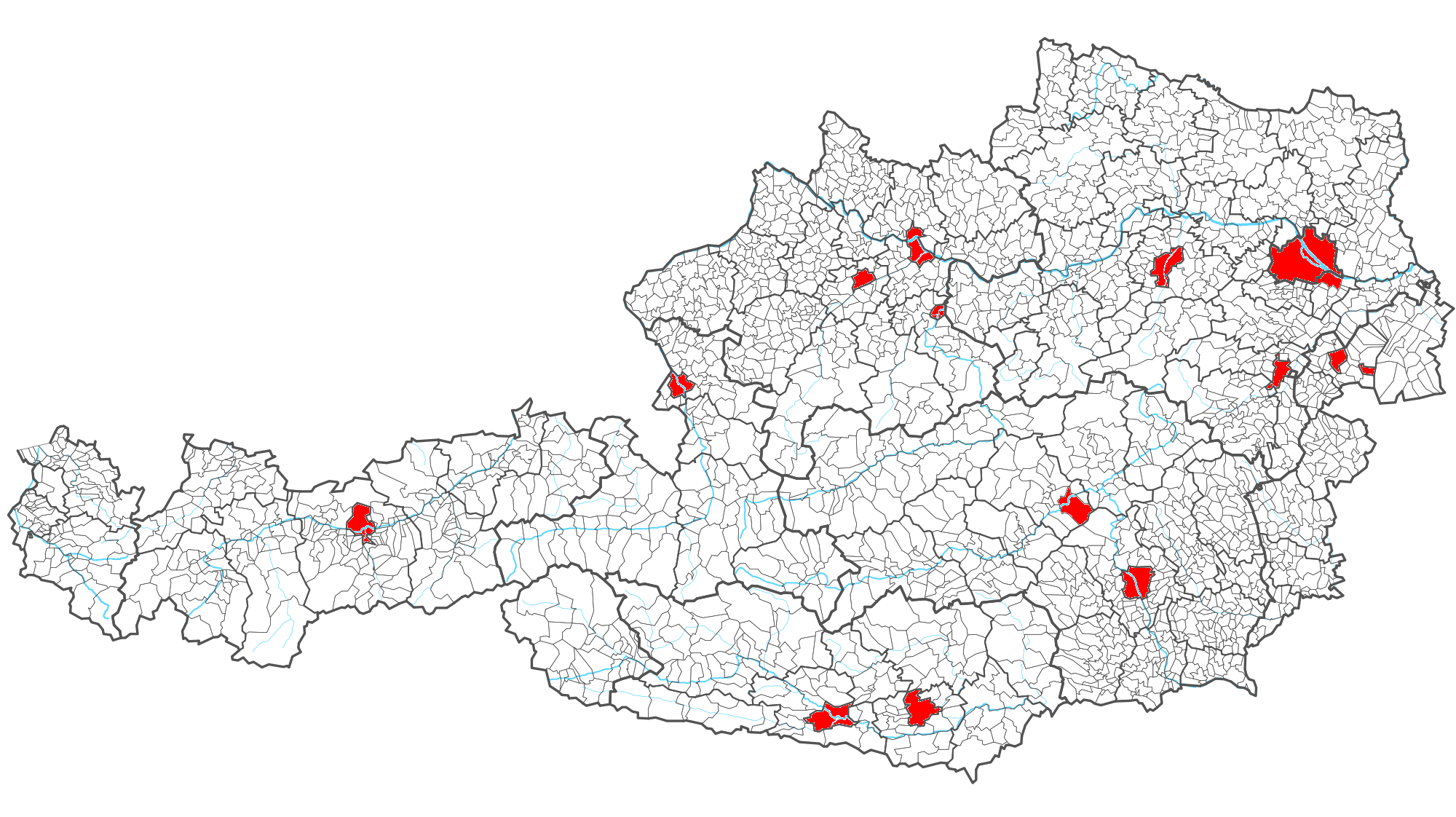
Lage der früheren Bundespolizeidirektionen (in roter Farbe) bis 2012

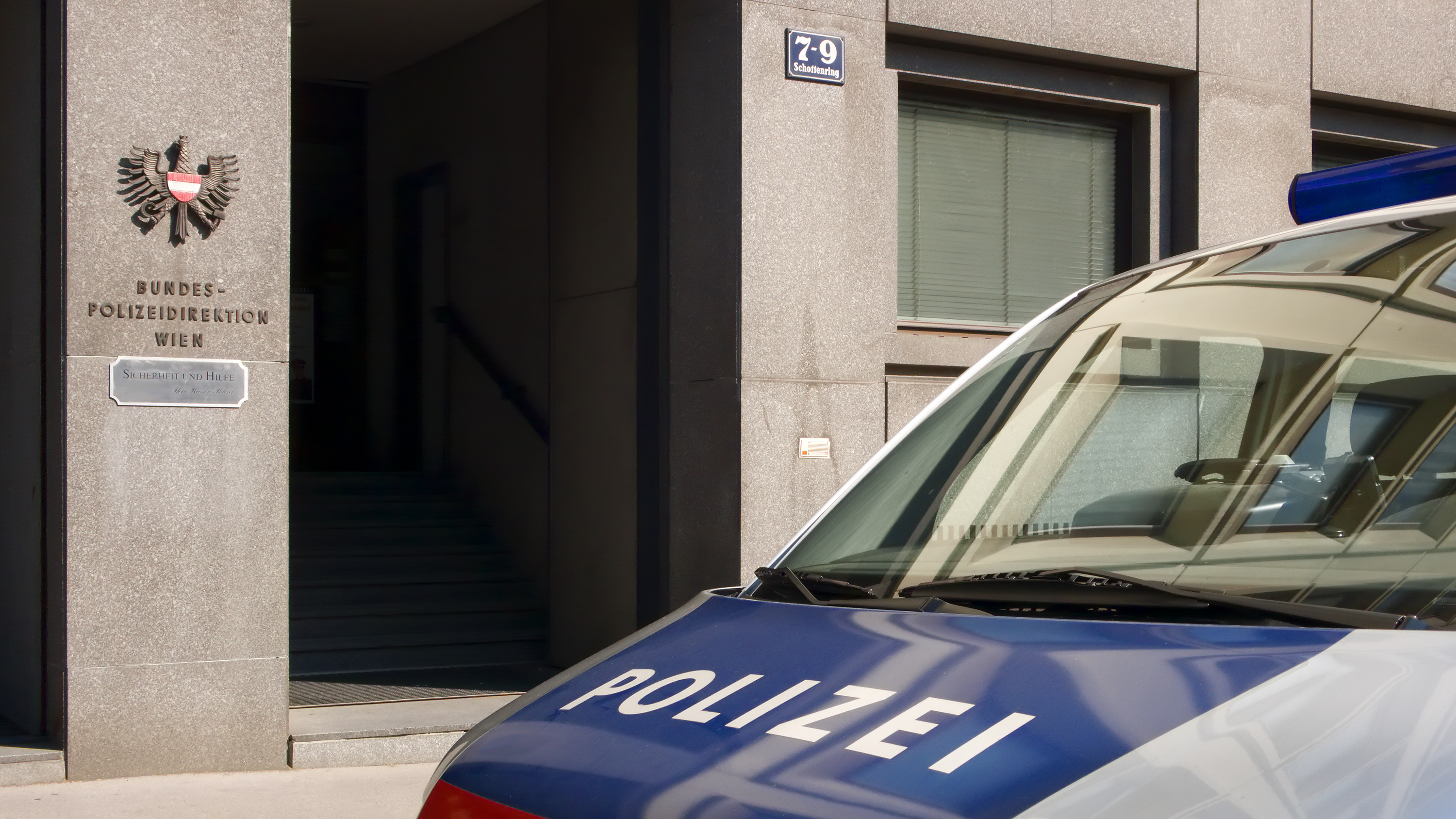
Ehemalige Bundespolizeidirektion Wien, heute Landespolizeidirektion Wien

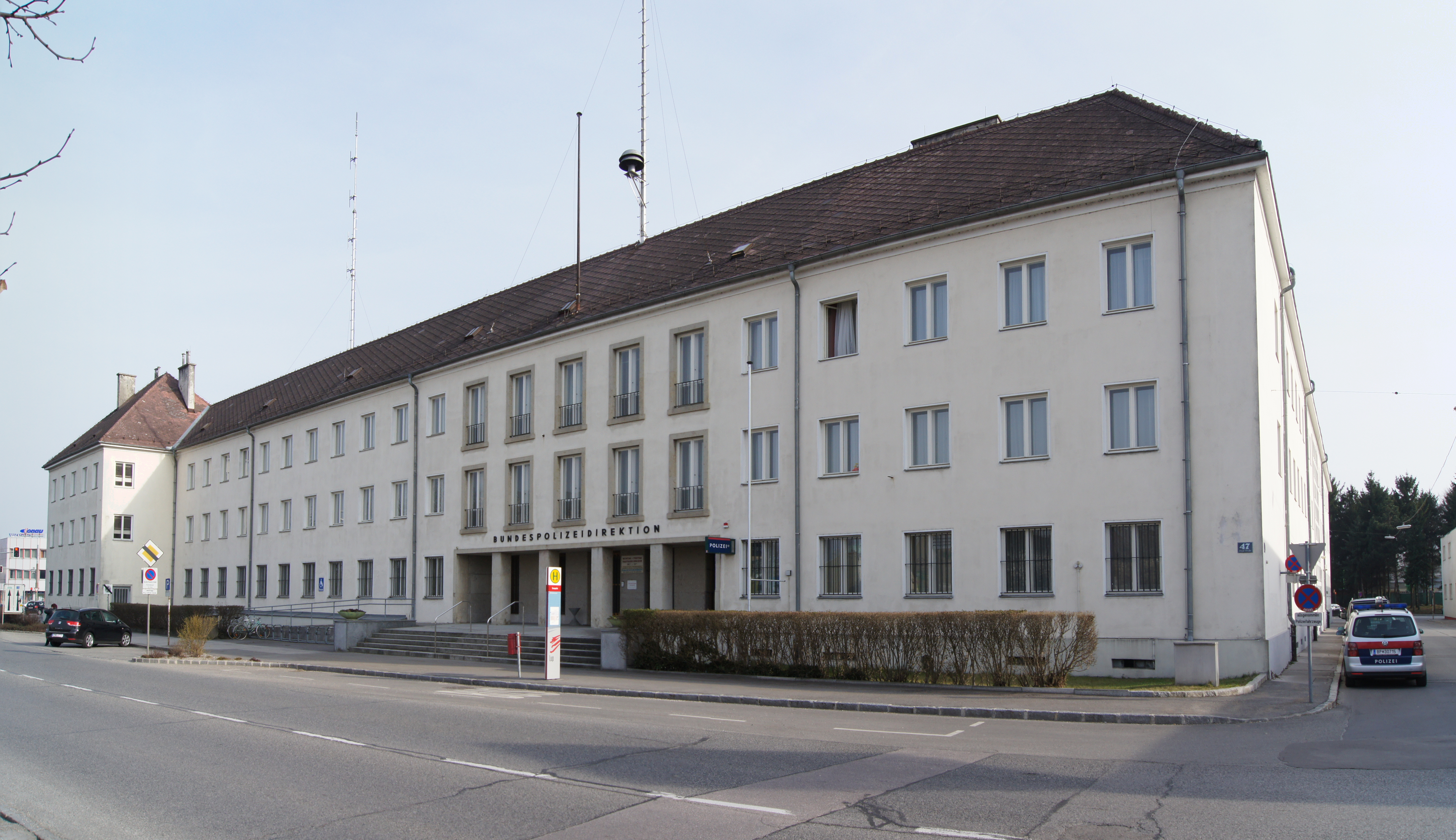
Ehemalige Bundespolizeidirektion St. Pölten

Bis 31. August 2012 war eine Bundespolizeidirektion (abgekürzt BPD und veraltet BPolDion) eine österreichische Sicherheitsbehörde 1. Instanz; am 1. September 2012 trat eine Neuorganisation in Kraft (siehe unten). Es bestanden 14 Bundespolizeidirektionen in Österreich. Die Polizeidirektion in Wien ging 1870 aus der 1852 geschaffenen Obersten Polizeibehörde hervor. Von 1918 bis 1938 entstanden Bundespolizeidirektionen bzw. -kommissariate in Wiener Neustadt (1918), Graz (1919), Salzburg (1922), Eisenstadt (1924), Linz (1927), Klagenfurt (1928), Steyr (1930), Wels (1931), Villach (1931), Innsbruck (1933) und St. Pölten (1938); nach dem Zweiten Weltkrieg kamen Leoben (1948) und Schwechat (1954) hinzu. Bis 1976 hießen die nicht in einer Landeshauptstadt ansässigen Behörden in Leoben, St. Pölten, Schwechat, Steyr, Villach, Wels und Wiener Neustadt Bundespolizeikommissariate; dann wurden auch sie in Bundespolizeidirektionen umbenannt.
Der örtliche Wirkungsbereich erstreckte sich auf das Gebiet der jeweiligen Gemeinde, mit zwei Ausnahmen: Die Bundespolizeidirektion Eisenstadt war auch für das Gebiet der Freistadt (Statutarstadt) Rust zuständig, die Bundespolizeidirektion Schwechat auch für die außerhalb der Gemeinde Schwechat liegenden Teile des Flughafens Wien-Schwechat.
Bis 1998 gab es noch auf die Grenzkontrolle und damit zusammenhängende Materien eingeschränkte örtliche Wirkungsbereiche für einzelne Grenzübergänge, zuletzt Eisenbahngrenzübergänge Rosenbach (Bundespolizeidirektion Villach) und Spielfeld-Straß (Bundespolizeidirektion Graz) und dorthin führende Bahnstrecken, auf denen während der Fahrt Grenzkontrollen durchgeführt wurden.
An der Spitze einer Bundespolizeidirektion stand der Polizeidirektor. Der Leiter der Bundespolizeidirektion Wien wurde Polizeipräsident genannt, er war gleichzeitig Sicherheitsdirektor der Sicherheitsdirektion Wien.
Die Stadtpolizeikommanden und deren Polizeiinspektionen waren den Bundespolizeidirektionen bei der Besorgung der Sicherheitsverwaltung unterstellt; in Wien bestehen 14 Stadtpolizeikommanden, die dem Landespolizeikommandanten unterstanden; dieser war dem Polizeipräsidenten untergeordnet. Den Exekutivdienst versahen der Polizeidirektor bzw. Polizeipräsident und die ihm beigegebenen, zugeteilten oder unmittelbar unterstellten Organe des öffentlichen Sicherheitsdienstes. Dies waren neben den Polizeijuristen vor allem und in erster Linie die Angehörigen des Wachkörpers Bundespolizei.

### Aufgaben
(Aufzählung nur demonstrativ):
- allgemeine Sicherheitspolizei; bis ca. 1970 und bis 2012 in Wien auch örtliche Sicherheitspolizei[17]
- Straßenpolizei (StVO)
- Führerscheingesetz
- Kraftfahrgesetz (teilweise)
- Fremdenpolizei
- Grenzkontrolle
- Versammlungsrecht
- Vereinsrecht
- Waffenrecht
- Pyrotechnikgesetz
- Schieß- und Sprengmittelrecht
- Verwaltungsstrafverfahren (neben oben genannten Angelegenheiten) ua Mediengesetz, Passgesetz, Abzeichengesetz, Pornographiegesetz sowie ländergesetzlich übertragene Materien

Außerhalb des Wirkungsbereiches von Bundespolizeidirektionen war für die aufgezählten Materien die Bezirksverwaltungsbehörde zuständig.
Von 2003 an waren die Bundespolizeidirektionen nicht mehr für das Meldewesen, Passwesen und als Fundamt zuständig.
Die Angelegenheiten des inneren Dienstes der Bundespolizeidirektionen wurden mit Ausnahme der Besorgung der personellen und dienstrechtlichen Angelegenheiten von diesen selbst besorgt. In diesen Angelegenheiten lag die Zuständigkeit bei der jeweiligen Sicherheitsdirektion (.SID).

### Strafregisteramt
Die Bundespolizeidirektion Wien war auch das Strafregisteramt Österreichs und verwaltete das Strafregister aller Einwohner. Dessen Daten wurden für die Strafregisterbescheinigung abgefragt und im Rahmen der Einführung des Zentralen Melderegisters (ZMR) im Jahr 2002 auf jedem Meldeamt der örtlichen Gemeinde, in Wien selbst auf den Polizeikommissariaten ausgestellt.

### Auflösung
Siehe Artikel Sicherheitsbehörden-Neustrukturierung 2012